# A Son of Erin

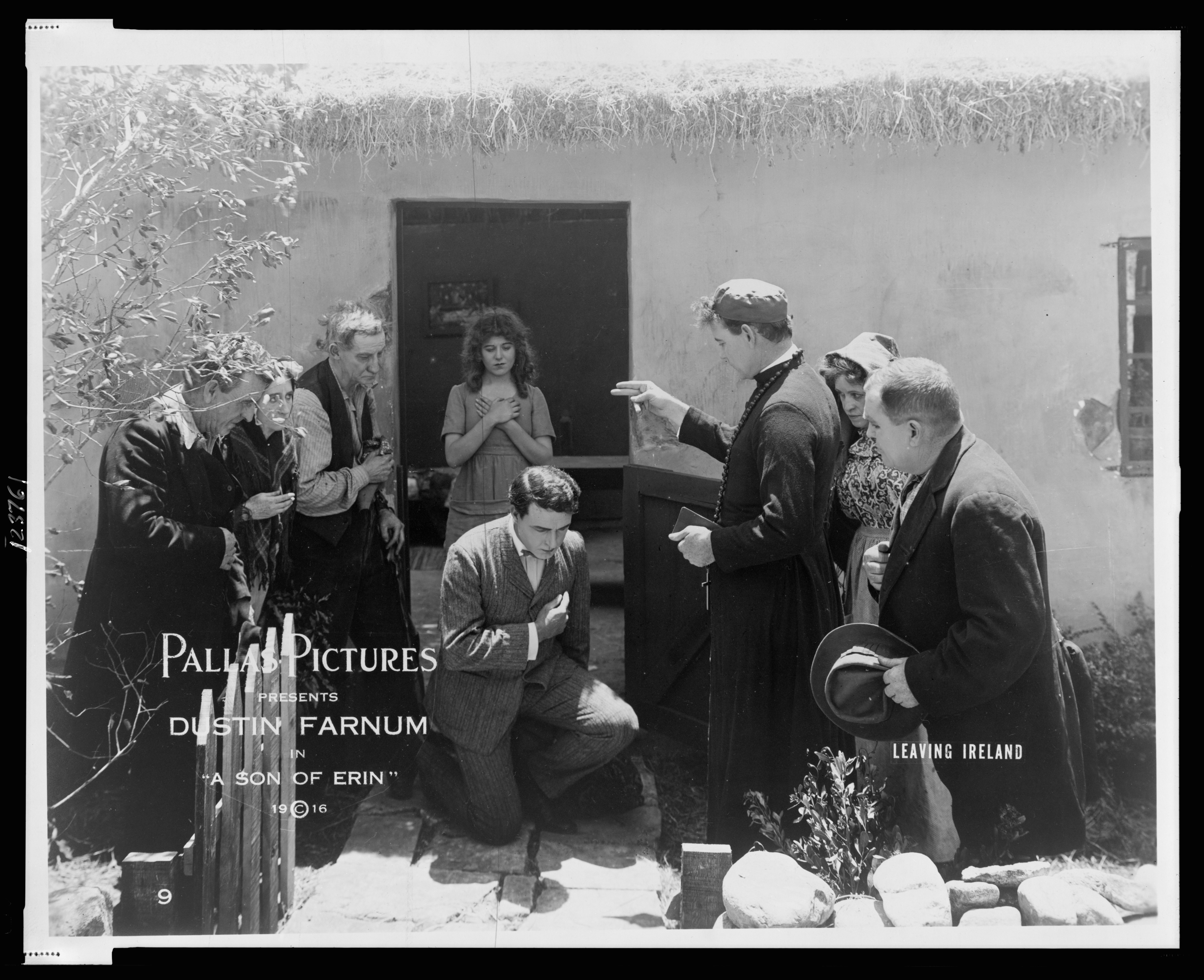
Un fotogramma del film

A Son of Erin è un film del 1916 diretto da Julia Crawford Ivers.

## Trama
Dennis O'Hara decide di lasciare l'Irlanda per cercare fortuna in America, dove vuole diventare poliziotto. Dopo aver superato gli esami, Dennis è pronto a farsi raggiungere a New York dalla fidanzata, Katie O'Grady, ma viene coinvolto suo malgrado nei loschi affari di una banda di malviventi che lo fanno diventare il capro espiatorio delle loro malefatte. Dennis alla fine riuscirà a dimostrare la propria innocenza e a far arrivare dall'Irlanda Katie che rimane estasiata al vedere il fidanzato in divisa da poliziotto.

## Produzione
Il film fu prodotto dalla Pallas Pictures.

## Distribuzione
Il copyright del film, richiesto dalla Julia Crawford Ivers, fu registrato il 18 ottobre 1916 con il numero LP9381.
Distribuito dalla Paramount Pictures, il film uscì nelle sale cinematografiche statunitensi il 9 novembre 1916.
Non si conoscono copie ancora esistenti della pellicola che viene considerata presumibilmente perduta.